# Valrovina
Valrovina is een plaats (frazione) in de Italiaanse gemeente Bassano del Grappa.